# Astaenomoechus americanus
Astaenomoechus americanus is een keversoort uit de familie Hybosoridae. De wetenschappelijke naam van de soort is voor het eerst geldig gepubliceerd in 1936 door Boucomont.